# كرسول قلبي الأوراق
كرسول قلبي الأوراق (الاسم العلمي:Crassula cordifolia) هو نوع نباتي يتبع جنس الكرسول من فصيلة الكرسولية.